# Armbloemige scheefkelk
Armbloemige scheefkelk (Fourraea alpina, synoniemen: Arabis pauciflora, Turritis brassica) is een tweejarige plant, die behoort tot de kruisbloemenfamilie (Brassicaceae). De plant komt van nature voor in Zuidwest- en Midden-Europa.	In België is de soort inheems in Wallonië. Het aantal chromosomen is 2n = 14.
De plant wordt 40-80 cm hoog. De kale, blauwgroene stengel staat rechtop. Het gaafrandige blad is ovaal tot breed elliptisch en kaal. De onderste bladeren hebben vaak een lange bladsteel. De blauwgroene, 5-14 cm lange stengelbladeren zijn langwerpig tot lancetvormig en hebben een hartvormige voet die de stengel omsluit.
Armbloemige scheefkelk bloeit vanaf mei tot in juli. De trosvormige bloeiwijze is aanvankelijk dicht, maar wordt tot de vruchten rijp zijn steeds langer en bevat gewoonlijk tien tot twintig witte bloemen. De vier kelkblaadjes zijn 3-4 mm lang. De vier kroonblaadjes zijn 5-8 mm lang. De stijl is ongeveer 1 mm lang. 
De iets omhoog staande vrucht is een hauw met een 7-16 mm lange steel. De hauw is 4-8 cm lang en 1,5-2 mm breed. De twee kleppen hebben een duidelijke middennerf en dunne, netvormige zijnerven. De in een rij staande, bruine zaden zijn ongeveer 1,7-2,7 mm lang en 1-1,3 mm breed en in de lengte gegroefd.

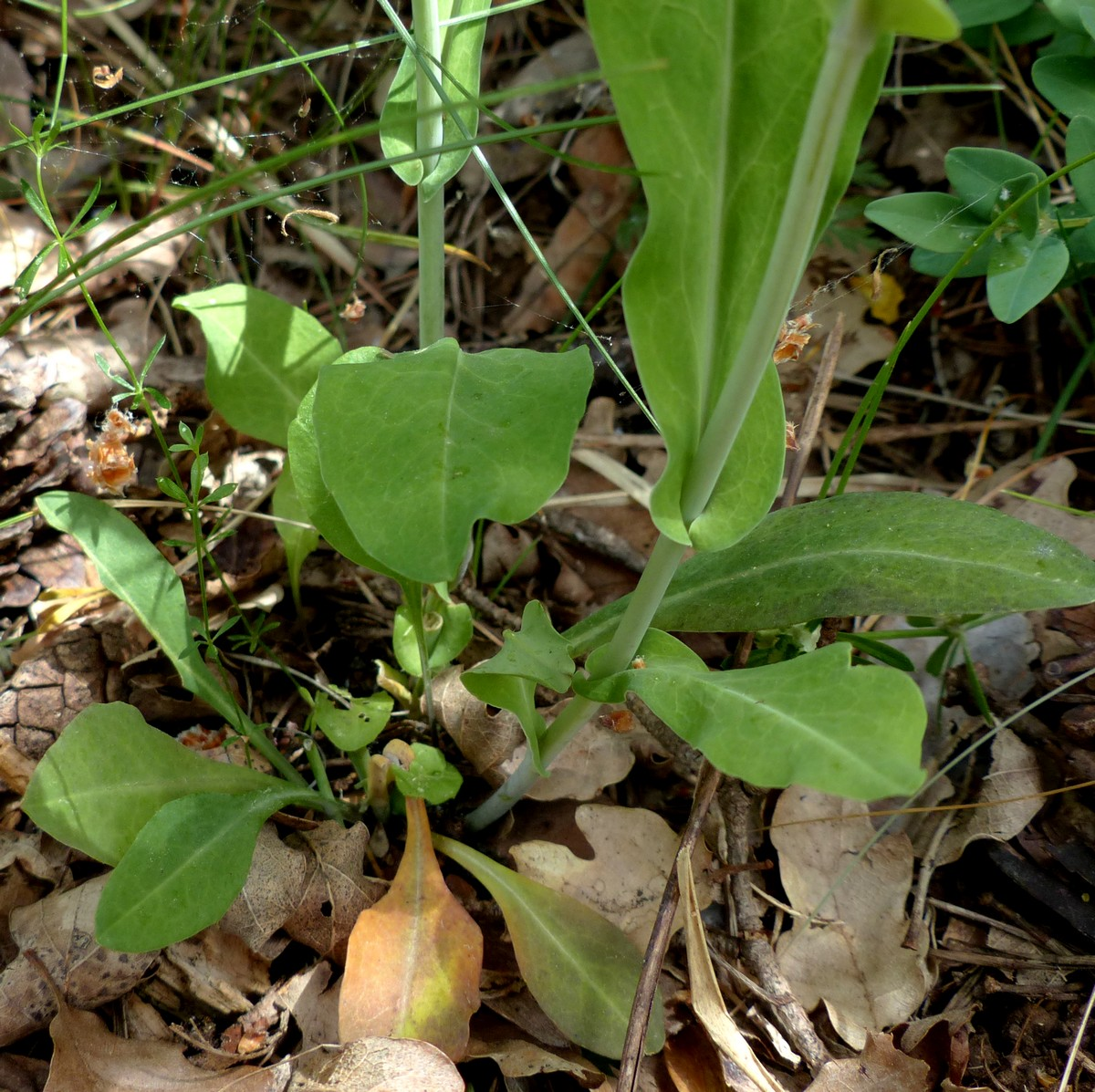
Bladeren
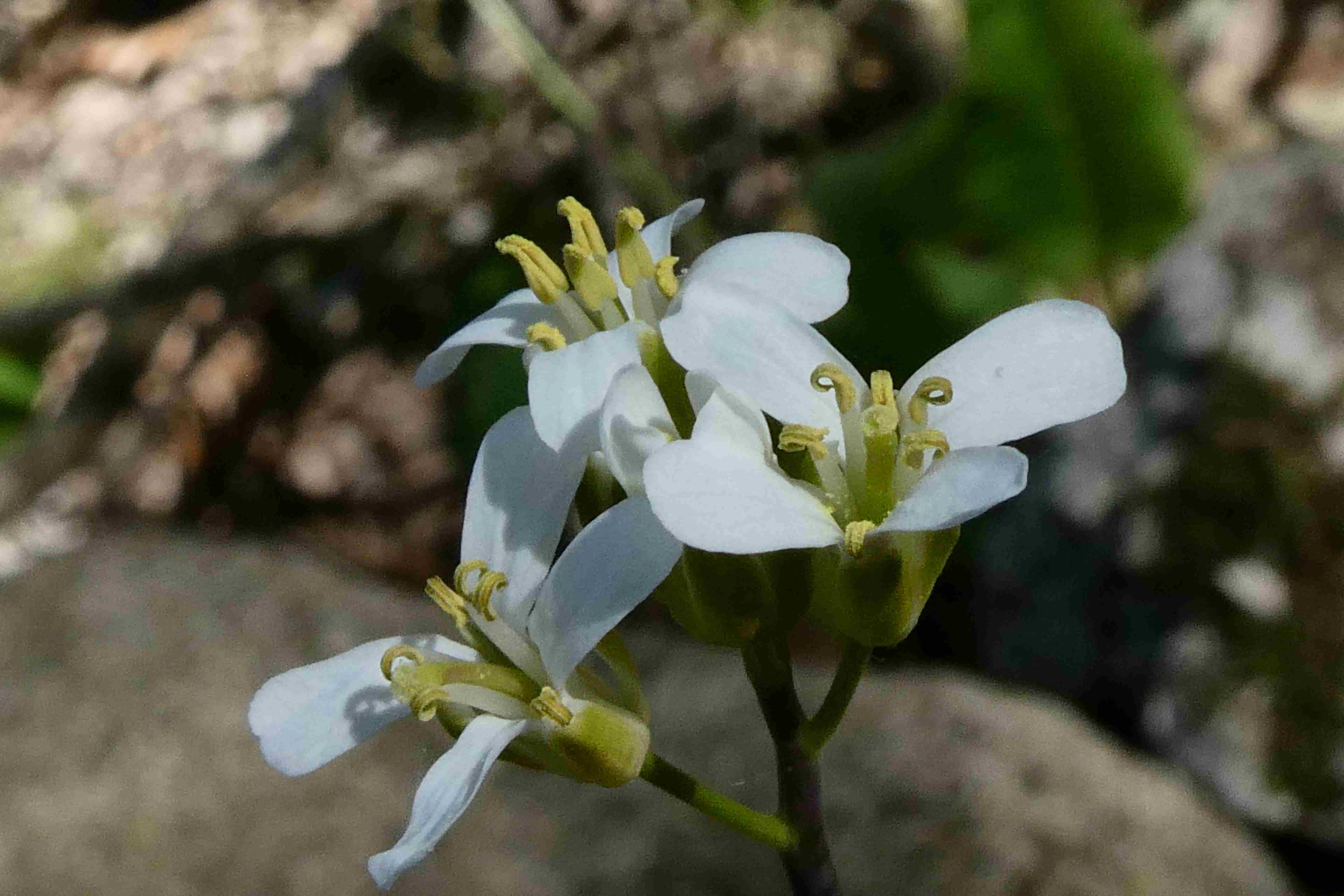
Bloemen, kroonbladen
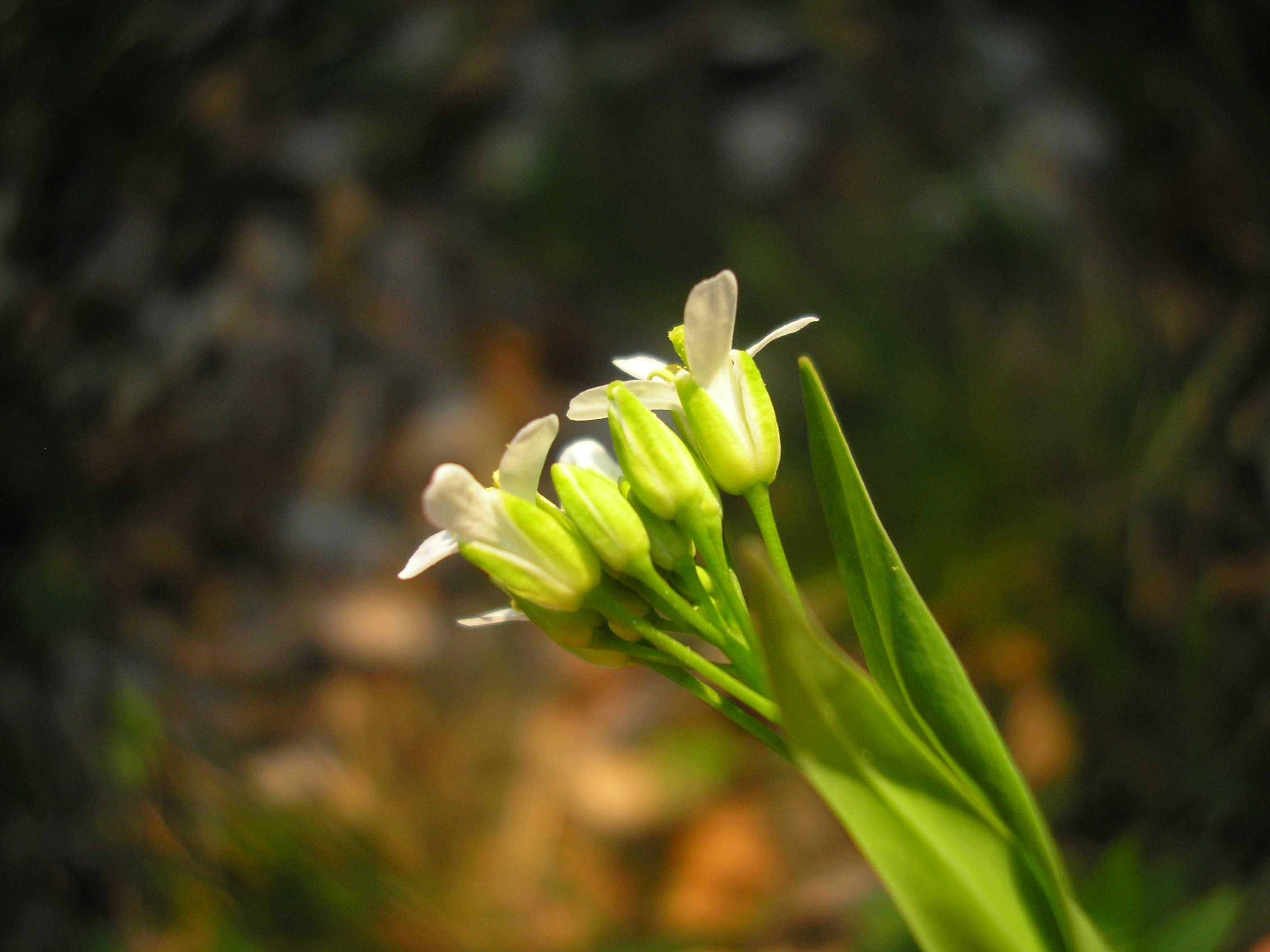
Bloemen, kelkbladen
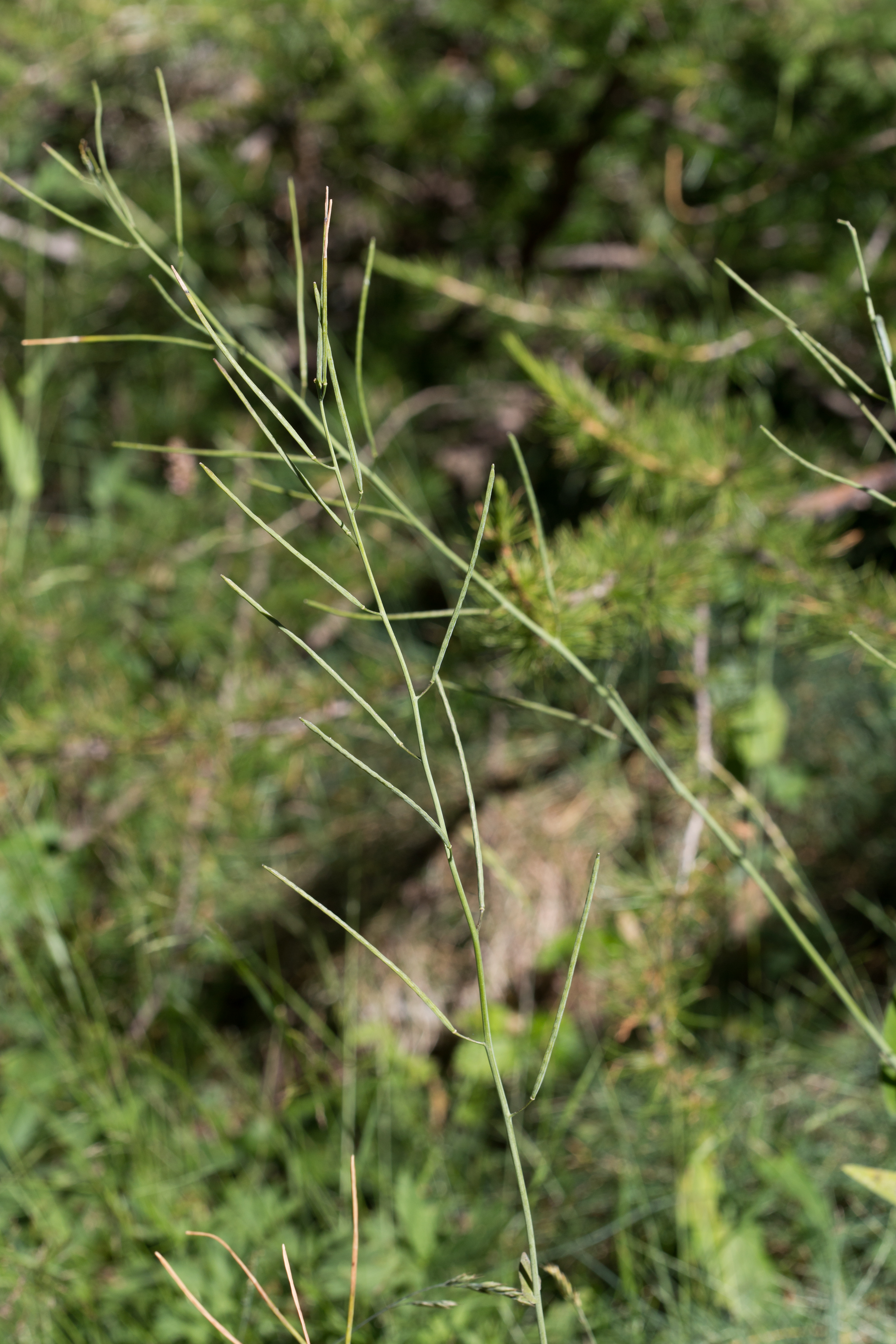
Hauwen
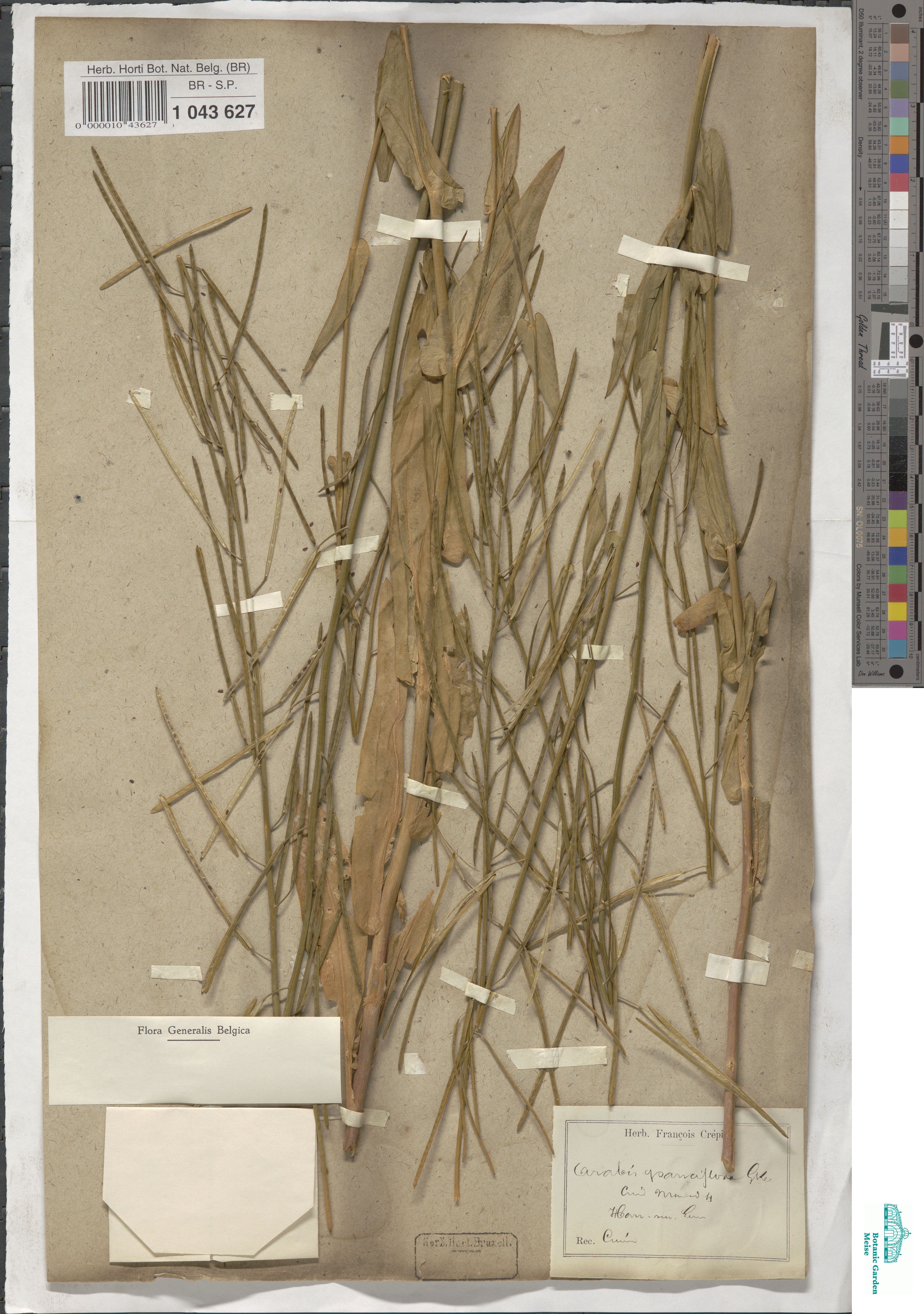
Hauwen en zaden

De soort komt voor op droge, kalkrijke, steenachtige grond in kalkgrasland, loofbossen en op kalkrotsen. 